# Consuelo (película)
Consuelo es la primera coproducción chileno-sueca, dirigida por Luis R. Vera, filmada en 1988 y está protagonizada por Loreto Valenzuela y Sebastián Dahm.

## Argumento
Manuel (Sebastián Dahm) ama a Consuelo (Loreto Valenzuela), pero el Golpe Militar de 1973 lo obliga a salir al exilio, llegado a Suecia es acogido por una nación solidaria de la causa de los perseguidos políticos en Chile. Es en esta etapa inicial que conoce a Lena (Gunnel Fred), con quien establecen una larga relación que sólo se interrumpe cuando Manuel decide volver a Chile.
En Valparaíso, va al reencuentro con su pasado, los amigos, la familia y entre todos ellos, Consuelo, que no ha dejado de querer a Manuel, pero ya nada es lo mismo, no sólo los años de exilio los separan, también las historias particulares de dolor, soledad y exilio. Al encontrarla, ella trabaja de bailarina en un cabaret y es amante de Francisco, que se ha convertido en un exitoso empresario.
Cuando logra resolver su situación con Consuelo aparece sorpresivamente su novia sueca para complicar las cosas.
La película compara la realidad de Suecia y Chile y mostrando cómo en ambos países Manuel es incomprendido. Si bien quiere estudiar en Suecia le indican que "aquí hay mucho trabajo" y cuando quiere trabajar en Chile le recomiendan que mejor estudie. A pesar de querer integrarse a su país adoptivo es visto como un "cabeza negra" y en Chile no comprenden que "no se fue" sino que fue expulsado. 
La película tiene el mérito de ser la primera coproducción chileno-sueca y además la primera en tratar el tema del exilio y el retorno.

## Elenco
- Loreto Valenzuela como Consuelo.
- Sebastián Dahm como Manuel Martínez.
- Gunnel Fred  como Lena.
- Mats Bergman como Anders.
- Luis R. Vera como Francisco.
- Alex Zisis como Alfredo.
- Charlotta Larsson como Lotta.
- Rodolfo Bravo como Simón.
- Jorge Gajardo como el padre.
- Myriam Palacios como Isabel, la madre.
- Carlos Caszely como hombre en el bar.
- Tennyson Ferrada como don Luis.
- Schlomit Baytelman
- Mónica Carrasco
- Cora Díaz como abuela.
- Gabriela Medina como Marilyn.
- Edgardo Bruna
- Hugo Álvarez
- Claudio Arredondo
- Fernando Calderón
- Jackeline Carrasco
- Claudia Jiménez
- Grimanesa Jiménez

## Premios
- Mejor Fotografía, Festival de Cine de Cartagena, Colombia, 1989.[1]
- Premio del Jurado y Gran Premio del Público, Festival de Paraguay, 1989.[1]
- Premio al Mejor Director en Concepción, Chile.[2]
- Primer Premio en el Festival Internacional de Trieste (Italia).[2]